# Aphanocephalus besucheti
Aphanocephalus besucheti is een keversoort uit de familie Discolomatidae. De wetenschappelijke naam van de soort is voor het eerst geldig gepubliceerd in 1989 door Schawaller.